# مستوى التأثير الضار غير الملاحظ
يشير مستوى التأثير الضار غير الملاحظ (بالإنجليزية: No-observed-adverse-effect level، الذي يُعرف اختصارًا بـ NOAEL) إلى مستوى أكبر تركيز أو كمية من مادة كيميائية، وجدت من قبل التجربة أو الملاحظة، والتي لا تسبب أي تغيير سلبي يمكن كشفه من ناحية التشكل. يتم تقييم مستوى تأثير ضار غير الملاحظ لعقار جديد في حيوانات المختبر، مثل الفئران، قبل بدء التجارب البشرية من أجل إنشاء جرعة بدء سريرية آمنة عند البشر. تنشر منظمة التعاون والتنمية في الميدان الاقتصادي مبادئ توجيهية لتقييم السلامة قبل السريرية، من أجل مساعدة العلماء على اكتشاف مستوى التأثير الضار غير الملاحظ.